# Orgest Gava
Orgest Gava (Elbasan, 29 marzo 1990) è un calciatore albanese, centrocampista dell'AF Elbasani.

## Carriera

### Club
Ha giocato nella prima divisione albanese ed in quella kosovara.

### Nazionale
Debutta con la maglia della nazionale albanese Under-21 il 5 settembre 2009 contro l'Azerbaigian.

## Statistiche

### Presenze e reti nei club
Statistiche aggiornate al 10 maggio 2019.
| Stagione            | Squadra             | Campionato          | Campionato | Campionato | Coppe nazionali | Coppe nazionali | Coppe nazionali | Coppe continentali | Coppe continentali | Coppe continentali | Altre coppe | Altre coppe | Altre coppe | Totale | Totale |
| Stagione            | Squadra             | Comp                | Pres       | Reti       | Comp            | Pres            | Reti            | Comp               | Pres               | Reti               | Comp        | Pres        | Reti        | Pres   | Reti   |
| ------------------- | ------------------- | ------------------- | ---------- | ---------- | --------------- | --------------- | --------------- | ------------------ | ------------------ | ------------------ | ----------- | ----------- | ----------- | ------ | ------ |
| 2008-2009           | Elbasani            | KS                  | 18         | 0          | CA              | 4               | 1               | -                  | -                  | -                  | -           | -           | -           | 22     | 1      |
| 2009-2010           | Elbasani            | KP                  | 12         | 1          | CA              | 0               | 0               | -                  | -                  | -                  | -           | -           | -           | 12+    | 1+     |
| 2010-2011           | Elbasani            | KS                  | 30         | 1          | CA              | 0               | 0               | -                  | -                  | -                  | -           | -           | -           | 30     | 1      |
| 2011-2012           | Elbasani            | KP                  | 26         | 6          | CA              | 5               | 1               | -                  | -                  | -                  | -           | -           | -           | 31+    | 7+     |
| 2012-gen. 2013      | Shkumbini           | KS                  | 8          | 0          | CA              | 3               | 0               | -                  | -                  | -                  | -           | -           | -           | 11     | 0      |
| gen.-giu. 2013      | Elbasani            | KP                  | 14         | 1          | CA              | 0               | 0               | -                  | -                  | -                  | -           | -           | -           | 14     | 1      |
| 2013-2014           | Elbasani            | KP                  | 26         | 0          | CA              | 2               | 0               | -                  | -                  | -                  | -           | -           | -           | 28     | 0      |
| 2014-2015           | Elbasani            | KS                  | 31         | 1          | CA              | 3               | 0               | -                  | -                  | -                  | -           | -           | -           | 34     | 1      |
| Totale Elbasani     | Totale Elbasani     | Totale Elbasani     | 157        | 10         |                 | 14              | 2               |                    | -                  | -                  |             | -           | -           | 171    | 12     |
| 2015-2016           | Bylis Ballsh        | KS                  | 30         | 2          | CA              | 3               | 0               | -                  | -                  | -                  | -           | -           | -           | 33     | 2      |
| 2016-2017           | Bylis Ballsh        | KP                  | 23         | 3          | CA              | 2               | 0               | -                  | -                  | -                  | -           | -           | -           | 25     | 3      |
| Totale Bylis Ballsh | Totale Bylis Ballsh | Totale Bylis Ballsh | 53         | 5          |                 | 5               | 0               |                    | -                  | -                  |             | -           | -           | 58     | 5      |
| 2017-2018           | Lushnja             | KS                  | 32         | 1          | CA              | 3               | 0               | -                  | -                  | -                  | -           | -           | -           | 35     | 1      |
| 2018-2019           | Trepça '89          | SL                  | 19         | 2          | CK              | 0               | 0               | -                  | -                  | -                  | -           | -           | -           | 19     | 2      |
| 2019-2020           | Dukagjini           | SL                  | 0          | 0          | CK              | 0               | 0               | -                  | -                  | -                  | -           | -           | -           | 0      | 0      |
| Totale carriera     | Totale carriera     | Totale carriera     | 269        | 18         |                 | 22              | 2               |                    | -                  | -                  |             | -           | -           | 291    | 20     |

### Cronologia presenze e reti in nazionale
| Cronologia completa delle presenze e delle reti in nazionale ― Albania under 21 | Cronologia completa delle presenze e delle reti in nazionale ― Albania under 21 | Cronologia completa delle presenze e delle reti in nazionale ― Albania under 21 | Cronologia completa delle presenze e delle reti in nazionale ― Albania under 21 | Cronologia completa delle presenze e delle reti in nazionale ― Albania under 21 | Cronologia completa delle presenze e delle reti in nazionale ― Albania under 21 | Cronologia completa delle presenze e delle reti in nazionale ― Albania under 21 | Cronologia completa delle presenze e delle reti in nazionale ― Albania under 21 |
| Data                                                                            | Città                                                                           | In casa                                                                         | Risultato                                                                       | Ospiti                                                                          | Competizione                                                                    | Reti                                                                            | Note                                                                            |
| ------------------------------------------------------------------------------- | ------------------------------------------------------------------------------- | ------------------------------------------------------------------------------- | ------------------------------------------------------------------------------- | ------------------------------------------------------------------------------- | ------------------------------------------------------------------------------- | ------------------------------------------------------------------------------- | ------------------------------------------------------------------------------- |
| 5-9-2009                                                                        | Durazzo                                                                         | Albania under 21                                                                | 1 – 0                                                                           | Azerbaigian under 21                                                            | Qual. Europeo Under-21 2011                                                     | -                                                                               | 46’                                                                             |
| 9-9-2009                                                                        | Vienna                                                                          | Austria under 21                                                                | 3 – 1                                                                           | Albania under 21                                                                | Qual. Europeo Under-21 2011                                                     | -                                                                               |                                                                                 |
| 14-10-2009                                                                      | Minsk                                                                           | Bielorussia under 21                                                            | 4 – 2                                                                           | Albania under 21                                                                | Qual. Europeo Under-21 2011                                                     | -                                                                               | 46’                                                                             |
| 13-11-2009                                                                      | Tirana                                                                          | Albania under 21                                                                | 2 – 2                                                                           | Austria under 21                                                                | Qual. Europeo Under-21 2011                                                     | -                                                                               | 68’                                                                             |
| 26-5-2010                                                                       | Tirana                                                                          | Albania under 21                                                                | 2 – 2                                                                           | Polonia under 21                                                                | Amichevole                                                                      | -                                                                               | 69’                                                                             |
| 4-9-2010                                                                        | Baku                                                                            | Azerbaigian under 21                                                            | 3 – 2                                                                           | Albania under 21                                                                | Qual. Europeo Under-21 2011                                                     | -                                                                               |                                                                                 |
| 30-5-2011                                                                       | Eindhoven                                                                       | Paesi Bassi under 21                                                            | 5 – 0                                                                           | Albania under 21                                                                | Amichevole                                                                      | -                                                                               |                                                                                 |
| 2-9-2011                                                                        | Scutari                                                                         | Albania under 21                                                                | 0 – 3                                                                           | Polonia under 21                                                                | Qual. Europeo Under-21 2013                                                     | -                                                                               |                                                                                 |
| 6-9-2011                                                                        | Coriza                                                                          | Albania under 21                                                                | 4 – 3                                                                           | Moldavia under 21                                                               | Qual. Europeo Under-21 2013                                                     | -                                                                               |                                                                                 |
| 11-10-2011                                                                      | Varsavia                                                                        | Polonia under 21                                                                | 4 – 3                                                                           | Albania under 21                                                                | Qual. Europeo Under-21 2013                                                     | -                                                                               |                                                                                 |
| Totale                                                                          |                                                                                 | Presenze                                                                        | 10                                                                              |                                                                                 | Reti                                                                            | 0                                                                               |                                                                                 |

## Palmarès

### Club

#### Competizioni nazionali
- Kategoria e Parë: 2

Elbasani: 2013-2014, 2023-2024